# Martine Aubry
Martine Aubry, nata Martine Delors (Parigi, 8 agosto 1950), è una funzionaria e politica francese.
Figlia di Jacques Delors, ha deciso di conservare il cognome del primo marito, anche dopo il divorzio e il secondo matrimonio nel 2004. Più volte ministra, è stata anche segretaria del Partito Socialista dal novembre 2008 al settembre 2012, prima donna a ricoprire tale carica. Dal 2001 è sindaca di Lilla, rieletta nel 2008, 2014, e nel 2020.

## Biografia
È la figlia di Jacques Delors, politico, e Marie Laphaille (1923-2020). Aveva un fratello minore, Jean-Paul, nato nel 1953, giornalista, scomparso nel 1982 a soli ventinove anni affetto da leucemia.
Ha frequentato scuole cattoliche e in seguito l'Istituto di studi politici di Parigi dove si è diplomata nel 1972 prima di essere ammessa alla prestigiosa École nationale d'administration. In seguito lavora come dirigente al ministero del Lavoro e delle Politiche sociali e al Consiglio di Stato. Dal 1989 al 1991 è direttrice aggiunta del gruppo siderurgico Pechiney.

## Carriera politica

### 1974-2007: Ministro e deputata
Membro del Partito Socialista dal 1974, dall'aprile 1991 al marzo 1993 è ministro del Lavoro e della Formazione professionale nei governi di Edith Cresson e Pierre Bérégovoy.
Nel 1995 promuove la fondazione Agir contre l'exclusion (Agire contro l'esclusione), e dal 1995 è vicesindaca di Lilla.
Eletta deputata all'Assemblée Nationale nel 1997.
Nel giugno 1997 è nominata ministra del Lavoro e della Solidarietà nel governo di Lionel Jospin, con il rango di numero due del governo. Fa varare una legge che riduce l'orario di lavoro a 35 ore settimanali.
Si dimette nell'ottobre 2000 per partecipare alle elezioni amministrative del marzo 2001, in cui è eletta sindaca di Lilla, succedendo a Pierre Mauroy.
Alle elezioni legislative del 2002 è battuta dal candidato del centrodestra.
Decide di non ricandidarsi alle elezioni legislative del 2007.

### 2008: il Congresso del Partito Socialista
In vista del congresso del Partito Socialista del novembre 2008 a Reims, che deve eleggere il nuovo segretario in sostituzione dell'uscente François Hollande, Martine Aubry presenta una propria mozione candidandosi quindi alla segreteria del partito. Al voto degli iscritti che precede il congresso, la mozione Aubry ottiene poco meno del 25%, dietro quella di Ségolène Royal (29%) e quella del sindaco di Parigi Bertrand Delanoë (25%). Una quarta mozione, di Benoît Hamon, raccoglie circa il 20%. Durante i tre giorni congressuali si susseguono le trattative per trovare una maggioranza, specialmente tra Aubry e Delanoë, considerati molto vicini politicamente; l'accordo tuttavia non arriva e il congresso si chiude rinviando l'elezione del segretario a una nuova votazione tra gli iscritti. Delanoë annuncia quindi il ritiro della propria candidatura invitando a votare per Aubry, che, arrivata al ballottaggio con Royal, ottiene l'appoggio anche di Hamon. Il 21 novembre 2008 si svolge una serratissima ultima votazione, i cui esiti contestati danno Aubry vincente con soli 102 voti di vantaggio (lo 0,04%) su Royal.

### 2011: le primarie di partito
Nell'ottobre 2011 si candida alle Primarie del Partito Socialista svolte per individuare il candidato alla Presidenza della Repubblica francese, Martine Aubry supera il primo turno ottenendo il 31% dei voti ma perde il ballottaggio contro François Hollande raccogliendo il 44% dei consensi mentre Hollande riceve il 56%.

### 2012: dimissioni da segretario del PS
In seguito all'elezione di Hollande alla presidenza della Repubblica nel 2012, Martine Aubry matura la decisione di lasciare la carica di segretario del Partito Socialista, dichiarando che avrebbe appoggiato come suo successore Harlem Désir nel congresso del PS di Tolosa, da tenersi a fine ottobre 2012. Tale metodo di designazione di un proprio successore provoca malumori all'interno stesso Partito Socialista. Aubry anticipa quindi le proprie dimissioni, lasciando Désir gestire ad interim il partito fino al congresso, dove fu quindi in effetti eletto segretario.

### Dopo il 2012
Martine Aubry si concentra nell'attività di sindaco di Lilla, dove è rieletta nel 2014 al secondo turno con il 52 % di voti, contro una lista della destra e una del Front National.
Nel 2014, dopo che Jean-Marc Ayrault, a cui è stata politicamente vicina, viene sostituito a capo del governo da Manuel Valls, di tendenza più centrista, Martine Aubry inizia a manifestare in talune occasioni una posizione critica verso il governo e la presidenza Hollande; nell'ottobre 2014 in un'intervista manifesta il suo disaccordo sulla politica economica del governo, diventando così un punto di riferimento della corrente del PS in parziale opposizione al governo Valls.
Nel 2015, in vista del congresso del PS di Poitiers, presenta dapprima una propria mozione, per poi invece sottoscrivere la mozione di Jean-Christophe Cambadélis, appoggiato anche da Hollande, Valls e dalla maggioranza del PS.
Nel febbraio 2016 contribuisce a una lettera aperta al quotidiano Le Monde, intitolata Sortir de l'impasse ("Uscire dal vicolo cieco"), apertamente critica su alcuni importanti provvedimenti del governo Valls; la lettera aperta dice tra l'altro che "non si profila soltanto il fallimento del quinquennio di presidenza, ma anche un indebolimento duraturo della Francia, e evidentemente anche della sinistra".
Nel giugno 2020 vince per la quarta volta le municipali a Lille.